# Парак, Павел
Павел Парак (чеш. Pavel Parák; 16 июля 1913 — 30 сентября 1996) — чехословацкий гребец, выступавший за сборную Чехословакии по академической гребле в 1930-х годах. Один из гребцов чехословацкой восьмёрки на летних Олимпийских играх в Берлине.

## Биография
Павел Парак родился 16 июля 1913 года.
Наивысшего успеха в своей спортивной карьере добился в сезоне 1936 года, когда вошёл в состав чехословацкой национальной сборной и благодаря череде удачных выступлений удостоился права защищать честь страны на летних Олимпийских играх в Берлине. В составе экипажа-восьмёрки, куда также вошли гребцы Карел Брандштеттер, Рудольф Баранек, Ян Голобрадек, Ладислав Смолик, Франтишек Шир, Франтишек Кобзик, Антонин Грстка и рулевой Бедржих Прохазка, занял последнее пятое место на предварительном квалификационном этапе и в дополнительном отборочном заезде так же выступил неудачно. Таким образом, в решающем финальном заезде участия не принимал.
После берлинской Олимпиады Парак больше не показывал сколько-нибудь значимых результатов в академической гребле на международной арене.
Умер 30 сентября 1996 года в возрасте 83 лет.